# Cucullanus robustus
Cucullanus robustus är en rundmaskart som beskrevs av Yamaguti 1935. Cucullanus robustus ingår i släktet Cucullanus och familjen Cucullanidae. Inga underarter finns listade i Catalogue of Life.